# إريش فون مانشتاين
إريش فون مانشتاين (بالألمانية: Erich von Manstein) (24 نوفمبر 1887 في برلين - 10 يونيو 1973) (الاسم الكامل عند ولادته فريتز إريش فون ليفنسكي) كان مشيراً ألمانياً. كان رئيس أركان قوات غيرد فون رونتشتيت خلال غزو بولندا عام 1939 لدى اندلاع الحرب العالمية الثانية. عندما ذهب رونتشتيت إلى فرنسا عام 1940، رافقه مانشتاين الذي كان العقل المدبر للطريقة البارعة التي تم بها احتواء وتجزئة القوات الفرنسية. وعندما هاجم أدولف هتلر روسيا عام 1941، أعطى مانشتاين جيشا مدرعا قاده ببراعة فائقة رغم أنه لم يكن خبيرا بحرب المدرعات.
في عام 1942 تمكن من الاستيلاء على مدينة سباستوبول بعد حصار دام عدة أشهر، ورقي مكافأة على انتصاره إلى رتبة الماريشال، ثم كُبح التقدم الألماني عام 1942 عند هزيمة الجيش السادس الألماني في ستالينغراد وبعدها تتالت عمليات التراجع واحدا بعد الآخر تتقطعها انتصارات محدودة في مكان أو اثنين؛ ثم تسلم مانشتاين القيادة في القاطع الجنوبي وعمل على تخليص قواته بمهارة فائقة بحيث مكنها القتال ثانية، وقد فعل ذلك مرات عديدة. في النهاية، صرف مانشتاين من الخدمة عام 1944 عندما أحس بعجزه عن تنفيذ أوامر هتلر.
قبل موته، كتب مانشتاين مذكراته تحت عنوان «انتصارات ضائعة» (وفي اللغة الإنجليزية المترجمة «انتصارات ضائعة: المذكرات الحربية لأبرع جنرال لدى هتلر»).

## روابط خارجية
- إريش فون مانشتاين على موقع الموسوعة البريطانية (الإنجليزية)
- إريش فون مانشتاين على موقع مونزينجر (الألمانية)
- إريش فون مانشتاين على موقع إن إن دي بي (الإنجليزية)